# مخيم الأزرق (الزرقاء)
مخيم الأزرق، مخيم للاجئين السوريين في الأردن أقيم عام 2014 في لواء قصبة الزرقاء، محافظة الزرقاء في الأردن.، على بعد 100 كيلومتر إلى الشرق من العاصمة عمّان، وهو ثاني أكبر مخيم للاجئين السوريين في الأردن ويعيش فيه حوالي الـ37 ألفا من اللاجئين.

## مراجع

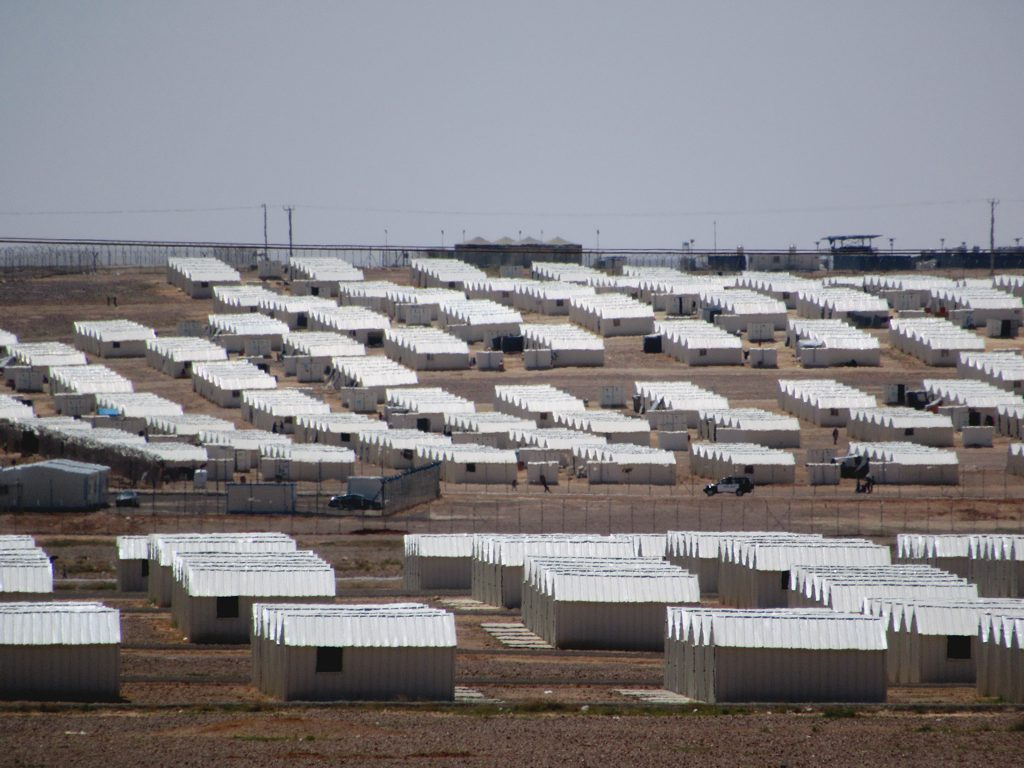
مخيم الأزرق في الزرقاء

## أنظر أيصًا
- اللاجئون في الأردن
- سورين في الأردن
- مخيمات اللاجئين السوريين